# Tripa gorda
La tripa gorda en Uruguay, Argentina y Paraguay, el ocote en México y el potito en Chile, es la parte terminal del intestino del ganado vacuno, conocida anatómicamente como recto. Se compra evertida y limpia, por lo que su apariencia debe ser la de un tubo rosado, en cuyo interior están los ligamentos que la rodeaban antes de la eversión. Cortada en rodajas, es por muchos considerada un componente esencial del locro, al que le confiere un sabor particular.
Es una achura característica del asado uruguayo, trenzada o envuelta con chinchulines se la conoce como choto, además se la consume en forma rellena con fariña o bastones de papa hervida y especias, asada a las brasas, especialmente en la zona del litoral norte y centro.
En Chile la misma preparación se usa para hacer un emparedado de venta callejera llamado sándwich de potito. En Argentina también se lo usa para hacer asado y habitualmente se rellenan con el mismo relleno de los chorizos. Junto con otras achuras (vísceras de res) forma parte del caldo avá, tradicional de la gastronomía paraguaya.